# Foiled for the Last Time
Foiled for the Last Time — двухдисковый студийный альбом Blue October, выпущенный 25 сентября 2007 года Universal Records, представляет собой расширенную версию предыдущего альбома Foiled, а также диск с концертной записью.

## Об альбоме
Первый диск, названный Foiled +, содержит полностью альбом Foiled, ремастеренную версию песни Calling You, а также два ремикса на песню X-Amount Of Words, сделанные Полом Окенфолдом и Кармен Риццо.
Концертный диск, названный Teach Your Baby Well Live, был записан в зале «Stubb's» в Остине, штат Техас 24 марта 2007 года. Этот концерт стал первым в течение тура Teach Your Baby Well, когда были исполнены песни «Let It Go» и «Angel». Единственной песней с альбома Foiled, которая не была исполнена, стала песня Congratulations.

## Список композиций
Все песни написаны Джастином Фёрстенфелдом, песня You Make Me Smile написана при участии Мэтта Новески, She's My Ride Home - при участии Райана Делахуси, Пайпер Дагнино, Мэтта Новески, Си Би Хадсона и Джереми Фёрстенфелда, Drilled a Wire Through My Cheek - при участии Патрика Сагга и 18th Floor Balcony - при участии Си Би Хадсона.
CD1

### Foiled +
| №   | Название                                    | Длительность |
| --- | ------------------------------------------- | ------------ |
| 1.  | «You Make Me Smile»                         | 4:21         |
| 2.  | «She's My Ride Home»                        | 4:41         |
| 3.  | «Into the Ocean»                            | 3:59         |
| 4.  | «What If We Could»                          | 4:03         |
| 5.  | «Hate Me»                                   | 6:20         |
| 6.  | «Let It Go»                                 | 4:03         |
| 7.  | «Congratulations (при участии Имоджен Хип)» | 4:01         |
| 8.  | «Overweight»                                | 4:24         |
| 9.  | «X Amount of Words»                         | 4:14         |
| 10. | «Drilled a Wire Through My Cheek»           | 4:32         |
| 11. | «Sound of Pulling Heaven Down»              | 4:42         |
| 12. | «Everlasting Friend»                        | 4:05         |
| 13. | «18th Floor Balcony»                        | 4:32         |
| 14. | «Calling You»                               | 3:48         |
| 15. | «X Amount Of Words (Paul Oakenfold Remix)»  | 4:08         |
| 16. | «X Amount Of Words (Carmen Rizzo Remix)»    | 5:46         |
| 17. | «It's Just Me (Скрытый трек)»               | 4:40         |

CD2

### Teach Your Baby Well Live
| №   | Название                          | Длительность |
| --- | --------------------------------- | ------------ |
| 1.  | «For My Mother»                   | 1:38         |
| 2.  | «You Make Me Smile»               | 5:48         |
| 3.  | «Sound of Pulling Heaven Down»    | 4:00         |
| 4.  | «What If We Could»                | 4:21         |
| 5.  | «She's My Ride Home»              | 5:27         |
| 6.  | «Let It Go»                       | 4:39         |
| 7.  | «Angel»                           | 4:01         |
| 8.  | «Drilled a Wire Through My Cheek» | 4:54         |
| 9.  | «Everlasting Friend»              | 4:58         |
| 10. | «Into the Ocean»                  | 4:15         |
| 11. | «18th Floor Balcony»              | 5:01         |
| 12. | «Overweight»                      | 5:26         |
| 13. | «X Amount of Words»               | 7:28         |
| 14. | «Hate Me»                         | 6:33         |

### Полный трек-лист концерта
Ниже приведён полный список исполненных 24 марта 2007 года песен. Однако, в «Foiled for the Last Time» были включены только 14 треков, которых не было на предыдущем концертном альбоме Blue October - Argue with a Tree....
1. "For My Mother"
2. "You Make Me Smile"
3. "Sound of Pulling Heaven Down"
4. "What if We Could"
5. "Clumsy Card House"
6. "She's My Ride Home"
7. "Balance Beam"
8. "Inner Glow"
9. "Let it Go"
10. "Angel"
11. "Drilled a Wire Through My Cheek"
12. "Somebody"
13. "Chameleon Boy"
14. "Everlasting Friend"
15. "Come in Closer"
16. "Into the Ocean"
17. "18th Floor Balcony"
18. "Overweight"
19. "X Amount of Words"
20. "Hate Me"

## Участники записи
Blue October:
- Джастин Фёрстенфелд — стихи, вокал, гитара, продюсер
- Райан Делахуси — скрипка, мандолина
- Джереми Фёрстенфелд  — барабаны
- Си Би Хадсон — гитара
- Мэтт Новески — бас-гитара

Сессионные музыканты:
- Сайра Альварес - вокал в песне Into the Ocean
- Имоджен Хип - вокал в песне Congratulations
- Кирк Баксли - вокал в песне Drilled a Wire Through My Cheek
- Сара Доналдсон - виолончель
- Пол Окенфолд - ремикс
- Кармен Риццо - ремикс

Продакшн:
- Дэвид Кастелл - продюсер, сведение
- Патрик Леонард - продюсер, сведение
- Хосе Алкантар - продюсер, сведение
- Чик Рид - продюсер, сведение
- Фил Кэффел - сведение
- Майкл Перфитт - сведение
- Джо Спикс - дизайн, арт-директор